# Splash (zeilboot)

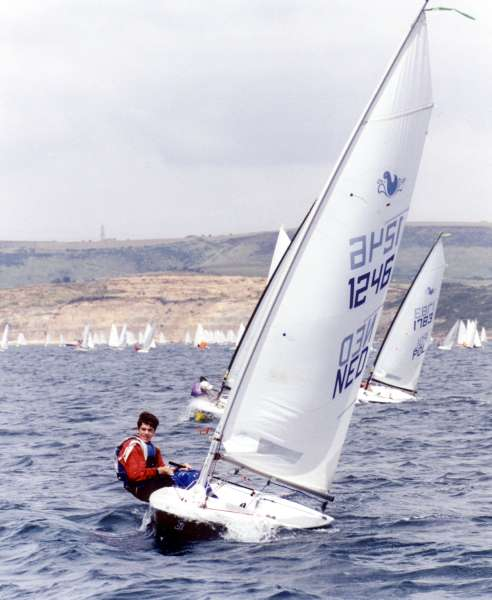
Aan de wind zeilende Splash

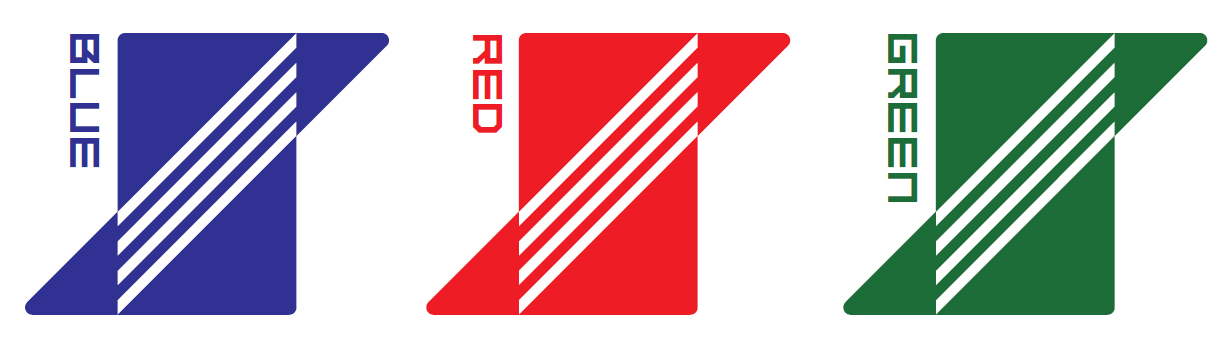
Logo Splash

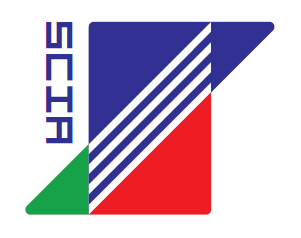
Logo SCIA - internationale klasse

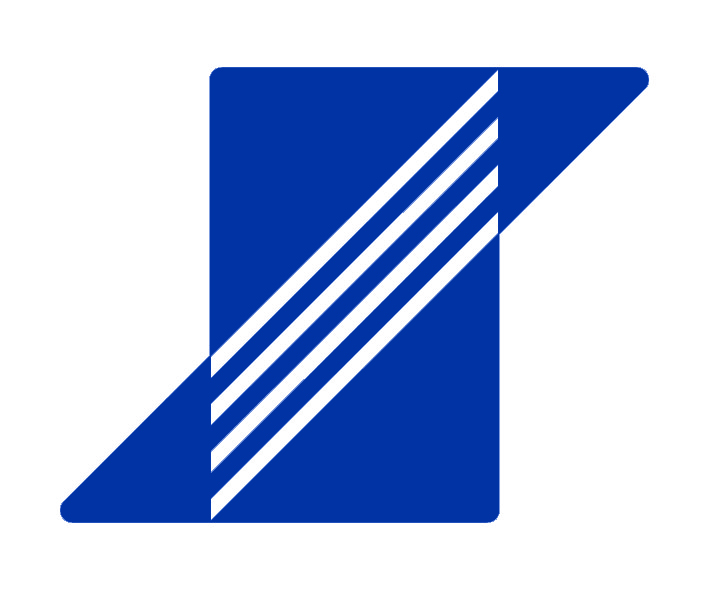
Logo Splash Blue

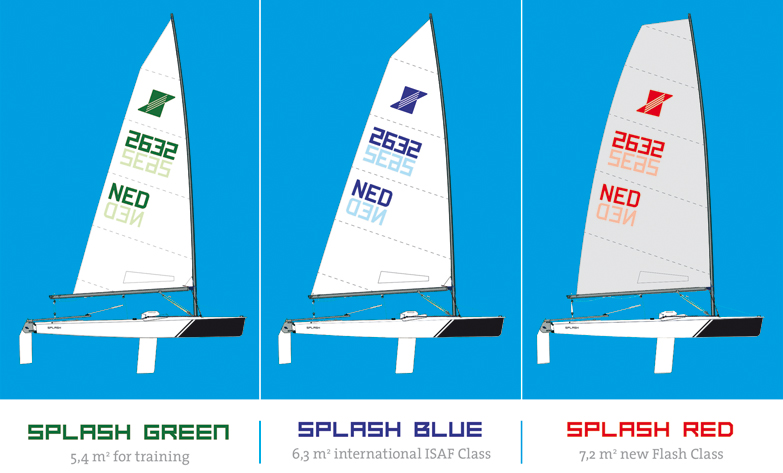
Kleurstelling zeilen Splash

De Splash is een eenmanszeilboot die door Jachtwerf Heeg in Heeg gemaakt wordt.
In de wereldwijde klassenopbouw voor eenmansboten viel tot een tiental jaar geleden een groot gat boven de Optimist, want voor de Laser en Europe zijn de Optimist-verlaters vaak nog te licht en te onervaren. Juist voor deze categorie zeilers, van 12 tot 21 jaar, was er geen passende vervolgboot te vinden met voldoende performance.
Daarin heeft de Splash verandering gebracht.
De Splash is ontwikkeld naar ideeën van Roel Wester - zelf veelvoudig kampioen in verschillende eenmansklassen - en door de internationale erkende ontwerper Koos de Ridder.
Vanaf 2014 is de Splash uitvoerbaar met 3 verschillende zeilen op dezelfde boot: GREEN, BLUE en RED.
De internationale ISAF jeugdklasse heeft sinds 2014 de naam SPLASH BLUE en is voorzien van een nieuw zeilteken, het zeil is gelijk gebleven. De nieuwe SPLASH RED is het meest in het oog springend met het nieuwe grote fathead laminaatzeil, deze zal de Flash-klasse gaan vervangen. De Splash-lijn is compleet gemaakt met de SPLASH GREEN, een kleiner zeil voor op de Splash voor de jongere zeilers en voor training.
Wanneer de Splash-zeiler de leeftijd van 21 jaar heeft, kan hij met dezelfde boot blijven varen door een groter zeil op de boot te zetten. Zo wordt het een Splash RED, die daardoor ook voor wat zwaardere zeilers geschikt is. Sinds 2014 is de leeftijdsgrens van de Splash BLUE verhoogd van 19 naar 21 jaar waardoor het nu mogelijkheid is om langer in de Splash BLUE te zeilen.
Sinds 2000 wordt er ieder jaar een wereldkampioenschap gehouden in de Splash. Dit valt samen met de Eurocup flash en wordt direct gebruikt om de Splash-klasse te promoten in het buitenland.

## Geschiedenis
De ontwerper van de Splash is Koos de Ridder. Hij tekende de boot al in 1986. De eerste boot was geboren in 1987.
De Splash was op papier een boot met drie varianten. De boot op zich was voor alle varianten het zelfde. De mast / giek en zeil was echter verschillend.
Er was een versie voor jeugd, de huidige Splash.
Er was een versie met een langere giek en groter zeil voor volwassenen met de naam Flash
En er was een versie voor jeugd met een fok. Deze laatste is nooit in productie genomen.
Vandaag de dag is er nog steeds de Splash. 
In 2013 is er een nieuw zeil gekomen voor de volwassenen. Met dezelfde mast en giek.
Hierdoor is de "oude" Flash vervallen.
Nu zijn de versies blauw (jeugdboot tot en met 20 jaar), Rood waar iedereen op kan zeilen en groen te verkrijgen.
Splash Blue heeft 6,3 m² zeil, en is de internationale klasse
Splash Red heeft 7 m² zeil en iedereen mag daarop zeilen, dus leeftijdsloos en is een europeesche klasse.
Splash Green is geen klasse. Heeft een zeil van 5,4 m² en is voor jeugd die wil beginnen met de Splash.
Binnen anderhalf jaar na de introductie kreeg de boot erkenning als Nationale Eenheidsklasse in Nederland. Sinds 1999 heeft de splash internationale erkenning: er wordt elk jaar een wereldkampioenschap gehouden met minimaal 100 boten aan de start vanuit alle werelddelen.
In 1988 waren er een paar splashes en anno 2020 zijn er meer dan 2650 Splashes.

## De bouwer
Roel Wester uit Grouw, de veelvoudig oud-kampioen in verschillende eenmansklassen stond aan de wieg van de Splash. Hij ontwikkelde het snelle, populaire en wendbare zeilbootje samen met de internationale erkende ontwerper Koos de Ridder.

Nadat de bouwer in 2009 de problemen was gekomen heeft Vinea de bouw overgenomen.

Sinds 2013 wordt de bouw van de Splash gedaan door Jachtwerf Heeg.

## Splash in Nederland
De meeste Splashes varen in Nederland. Er is een wedstrijdgroep die het hele jaar door aan verschillende evenementen deelneemt. Deze wedstrijden worden georganiseerd door de Splash Klasse Organisatie Nederland (SKON).
SKON is opgericht in 1988. Het is een vereniging met ruim 300 leden. De leden zeilen in een Splash (tot en met 21 jaar),  of in een Splash RED (geen leeftijdsgrens). Velen hiervan zijn gedurende het seizoen op diverse plaatsen in binnen- en/of buitenland actief om wedstrijden te varen in de Splash.

## Internationaal
De Splash is bijna in alle werelddelen vertegenwoordigd : 
Europa
Azie
Oceanie
Caribean / Verenigde Staten
Deze vallen uiteen in de volgende landen:
Voor EUROPA
- Duitsland
- Zwitserland
- België
- Italië
- Spanje (nieuw sinds 2014)
- Nederland
- Frankrijk
- Engeland
- Tsjechië
- Oostenrijk (nieuw sinds 2015)
- Polen

voor Caribean / Verenigde Staten
- Nederlandse Antillen
- Panama (nieuw sinds 2016)
- Verenigde Staten

voor Azie
- China (niet geregistreerde boten)
- Singapore

voor Oceanie
- Australië
- Nieuw-Zeeland

## Wereldkampioenen in de Splash
In onderstaande overzicht worden de wereldkampioenen vermeld evenals de locatie van het kampioenschap.
In 2020 is er door uitbraak van het Coronavirus geen WK georganiseerd. In 2021 is er voor de Nederlandse deelnemers een alternatief evenement georganiseerd, namelijk de SKON XL op het IJsselmeer bij Workum.
| Jaar | Winnaar               | Nationaliteit, zeilnummer | Locatie                    |
| ---- | --------------------- | ------------------------- | -------------------------- |
| 2000 | Conrad Gair           | NZL 1346                  | Stavoren (NL)              |
| 2001 | Erwin Veldman         | NED 1488                  | Carnac (FR)                |
| 2002 | Shandy Buckley        | NZL 1768                  | Weymouth (EN)              |
| 2003 | Sandra van der Meyden | NED 1039                  | Stavoren (NL)              |
| 2004 | Jorne Knegt           | NED 1642                  | Nieuwpoort (BE)            |
| 2005 | Hielke Dijkstra       | NED 1980                  | Puck (PL)                  |
| 2006 | Blair Tuke            | NZL 2373                  | Riva (IT)                  |
| 2007 | Willemart Mathieu     | BEL 2253                  | Split (HR)                 |
| 2008 | Ben Lutze             | NZL 2488                  | Tavira (PT)                |
| 2009 | Declan Burn           | NZL 2592                  | Pwllheli (GB)              |
| 2010 | Chris Steele          | NZL 1840                  | Takapuna Beach (NZ)        |
| 2011 | Taylor Burn           | NZL 2635                  | Lipnomeer (CZ)             |
| 2012 | Jelmer Zittema        | NED 2378                  | Nieuwpoort (BE)            |
| 2013 | Guyonne Schuch        | NED 2513                  | Stellendam (NL)            |
| 2014 | Guyonne Schuch        | NED 2513                  | Puck (PL)                  |
| 2015 | Guyonne Schuch        | NED 2513                  | Sant Feliu de Guíxols (ES) |
| 2016 | Sam Peeks             | NED 2498                  | Travemünde (DE)            |
| 2017 | Aaron van Dok         | NED 2507                  | Lelystad (NL)              |
| 2018 | Mark Immenga          | NED 2532                  | Campione del Garda (IT)    |
| 2019 | Finn Snijders         | NED 2599                  | Kamperland (NL)            |
| 2020 | Geen kampioenschap    | EU 0000                   | Travemünde (DE)            |